# 継川
継川（ままがわ）は、静岡県静岡市葵区・清水区を流れる二級河川である。
左岸側に大きく回り込む長尾川のすぐ内側で、付近の伏流水を集めながら水量を増し、清水区鳥坂で巴川に注ぐ。

## 水源
竜爪山東麓に源を発する長尾川は、上流では豊かな水量が見られるが、中下流部では水無川の様相を呈している。河床から浸透した伏流水は、葵区瀬名・鳥坂の至る所で湧き出しており、瀬名鳥坂自噴帯と呼ばれている。
継川は葵区瀬名2丁目付近で自噴する地下水が源となっており、住宅街を直線的に横切る都市型の河川であるにもかかわらず、水質はBOD 0.8 mg/Lと大変良好である。

## 地理
二級河川としての起点は葵区瀬名1丁目2のたちばな橋で、この地点は長尾川からわずか100 mしか離れていないが、河床の標高は約3 mも継川の方が低い。  
継川最下流の約1.5 kmは、長尾川左岸堤防のすぐ外側を流れる。よってこの付近では、継川・長尾川・巴川の3河川が並行して駿河区・葵区を隔てており、交通に不便をきたしていた。そこで2013年（平成25年）、静岡市によって3河川を跨ぐ130 mの道路橋を含む中吉田瀬名線（通称：であいのみち）が整備された。

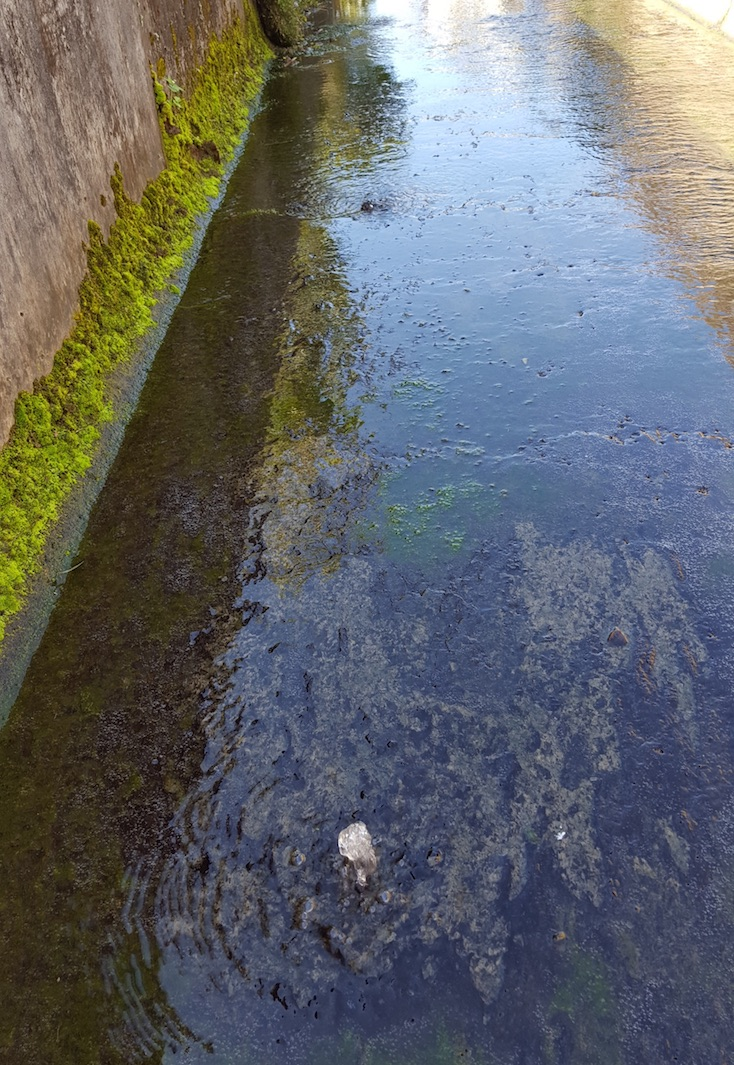
自噴する地下水（静岡市葵区瀬名2丁目）
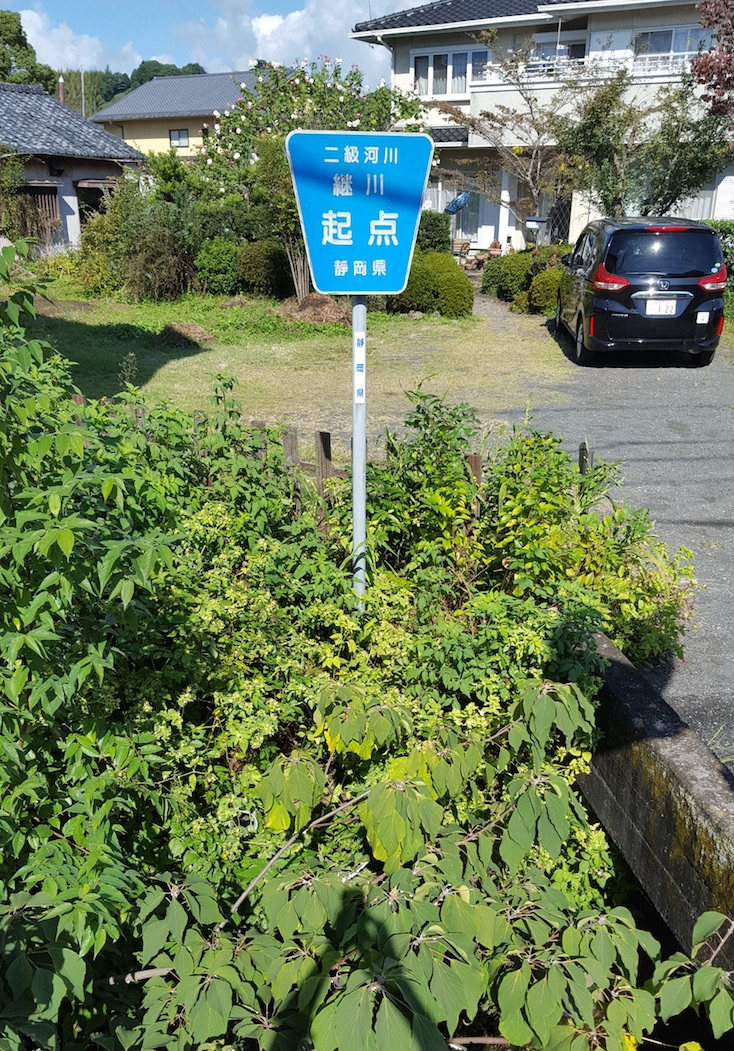
継川起点（静岡市葵区瀬名2丁目）
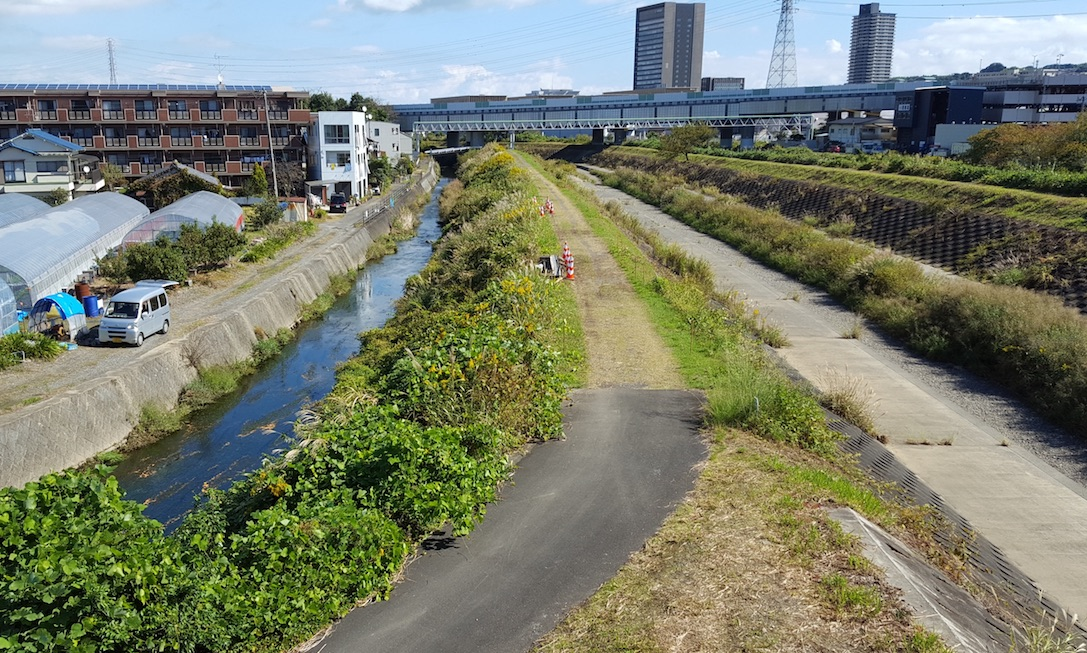
並行する継川（左）と長尾川（右）（静岡市葵区瀬名川2丁目）